# Раба страстей, раба порока
«Раба страстей, раба порока» (оригинальное название пол. Niewolnica zmysłów) — польский немой художественный фильм 1914 года, снятый режиссёром Яном Павловским, с участием немецких кинематографистов из Лейпцига на киностудии Sfinks.
Премьера фильма состоялась 25 декабря 1914 года.
Фильм «Раба страстей, раба порока» стал дебютом в кино Полы Негри, звезды и секс-символа эпохи немого кино. Она же сама предложила сюжет фильма.

## Сюжет
Главная героиня фильма — красавица Пола, дочь слесаря, бедна. Она прекрасно танцует, и вскоре к ней приходит успех. После этого Пола уходит из дома, разрывает отношения со своим женихом и становится любовницей богатого поклонника её красоты и таланта.
Однако жених не хочет просто так примириться с её уходом.

## В ролях
- Пола Негри — Пола, дочь слесаря
- Войцех Бридзиньский — Ян
- Витольд Кунцевич — муж
- Юлиуш Адлер — танцор, партнер Полы
- Владислав Щевинский — богач
- Кароль Карлинский